# Vexilla regis, WAB 51
Vexilla regis (L'étendard du grand roi), WAB 51, est le dernier motet composé par Anton Bruckner.

## Historique
Bruckner composa ce motet, qui est basé sur l'hymne Vexilla Regis de Venance Fortunat, le 9 février 1892. Dans sa lettre du 7 mars 1892 à Bernhard Deubler, Bruckner écrivit qu'il avait composé cette œuvre « selon une pure pulsion du cœur ».
L'œuvre a été exécutée pour la célébration du Vendredi saint à l'abbaye de Saint-Florian par Berhard Deubler 15 avril 1892,.
L'œuvre, dont le manuscrit original est archivé à l'Österreichische Nationalbibliothek, a été publiée la même année par Josef Weinberger, Vienne dans l‘Album der Wiener Meister. Eine Erinnerung an die Internationale Ausstellung für Musik und Theaterwesen.
Pour son édition des motets de Bruckner en 1939 aux éditions Peters, Ludwig Berberich s’était inspiré de l’édition de Wöss de 1914 chez Universal Edition. Wöss s’était inspiré de la première édition, qui ne contenait que la première strophe du motet, et n'avait pas consulté les manuscrits. Dans son édition, Wöss avait, en accord avec les réformes chorales sous Pie X, utilisé l’ancien texte du Vexilla Regis et pris par ailleurs en compte l’accompagnement des avant-dernière et dernière strophes. Il y utilisa la prosodie appropriée et inclut l’Amen conclusif, que Bruckner n’avait pas mis en musique. Ainsi, l'œuvre fut depuis lors considérée comme seulement tri-strophique.
Dans la nouvelle édition de la Bruckner Gesamtausgabe de Nowak-Bauernfeind, Volume XXI/29, le motet a été réédité avec les sept strophes du manuscrit original de Bruckner, et un Amen final de quatre mesures.

## Texte et musique
Bruckner a mis les sept strophes du texte en musique dans un motet conçu pour chœur mixte a cappella.
Sur le côté gauche du manuscrit, Bruckner nota l’œuvre une première fois, avec le texte des strophes 1 à 3, et y écrivit le texte des strophes 4 et 5 sans musique. Sur le côté droit du manuscrit, Bruckner réécrivit la partition, étayée avec le texte des strophes 6 et 7. Bruckner y mit en musique la version liturgique, qui était d’usage à l’époque. L’édition Nowak reflète cela correctement.
Comme il l'a fait dans le Christus factus est, WAB 11, et le Virga Jesse, WAB 52, Bruckner a utilisé le Dresdner Amen sur les mots prodeunt (mesures 5-8), unica (mesures 41-44) et Trinitas (mesures 77-80).
Le motet commence et se termine en mode phrygien, mais il est caractérisé par des modulations typiques de Bruckner, souvent dans des tonalités assez éloignées et l'intégration de différents styles musicaux. Le biographe de Bruckner Howie note que « le remarquable mélange de l'ancien et le nouveau dans les strophes de ce motet pourrait peut-être être interprété comme une tentative [de Bruckner] de résumer le travail de sa vie ». Ce final « sombre et sans concession » est bien adapté à l'histoire du Vendredi saint.

## Discographie
La plupart des exécutions et enregistrements ne comprennent que trois strophes avec l’ancien texte, suivant l’édition de Berberich. Seuls quelques enregistrements reproduisent la partition que Bruckner avait effectivement mis en musique.
Le premier enregistrement du Vexilla regis de Bruckner a eu lieu en 1931:
- Ferdinand Habel avec le Chœur du St. Stephans-Dom, Vienne (78 tours Christschall 130A)

Une sélection parmi les quelque 40 enregistrements :
- Eugen Jochum, Bavarian Radio Symphony Orchestra & Choir, Bruckner: Symphonie n ° 7, Psaume 150, Motets – LP : DG 139137/8, 1966
- Matthew Best, Corydon Singers, Bruckner: Motets – CD : Hyperion CDA66062, 1982
- Philippe Herreweghe, la Chapelle Royale/Collegium Vocale, Ensemble Musique Oblique, Bruckner: Messe en mi mineur; Motets – CD : Harmonia Mundi France HMC 901322, 1989
- Uwe Gronostay, Chœur de Chambre des Pays-Bas, Bruckner/Reger – CD : Globe GLO 5160, 1995
- Magnar Mangersnes, Domchor Bergen, Bruckner: Motets – CD : Simax CFP 9037, 1996
- Dan-Olof Stenlund, Malmö Kammarkör, Bruckner: Ausgewählte Werke – CD : Malmö Kammarkör MKKCD 051, 2004
- Petr Fiala, Tschechischer Philharmonischer Chor Brno, Anton Bruckner: Motets – CD : OMD 322 1422-2, 2006
- Philipp Ahmann, MDR Rundfunkchor Leipzig, Anton Bruckner & Michael Haydn - Motets – SACD : Pentatone PTC 5186 868, 2021

Seuls quelques enregistrements utilisent celle de l'actuelle édition de la Gesamtausgabe:
- Hans-Christoph Rademann, NDR-Chor de Hambourg, Anton Bruckner: Ave Maria – CD : Carus 83.151, 2000
- Erwin Ortner, Arnold Schoenberg Chor, Anton Bruckner: Tantum ergo – CD : ASC Edition 3, édité par la chorale, 2008
- Philipp von Steinäcker, Vocalensemble Musica Saeculorum, Bruckner: Pange lingua - Motetten - CD : Fra Bernardo FB 1501271, 2015 – avec Amen final
- Michael Grohotolsky, Wiener Kammerchor, O crux - Chormusik zur Passions- und Osterzeit aus fünf Jahrhunderten – CD : Helbling LC-29714, 2015

## Sources
- (de) Max Auer, Anton Bruckner als Kirchenmusiker, Ratisbonne, G. Bosse, 1927 (lire en ligne)
- Anton Bruckner – Sämtliche Werke, Band XXI: Kleine Kirchenmusikwerke, Musikwissenschaftlicher Verlag der Internationalen Bruckner-Gesellschaft, Hans Bauernfeind et Leopold Nowak (Éditeurs), Vienne, 1984/2001
- Anton Bruckner – Sämtliche Werke, Band XXIV: Briefe, Band II, 1887-1896, Musikwissenschaftlicher Verlag der Internationalen Bruckner-Gesellschaft, Andrea Harrandt et Otto Schneider (†) (Éditeurs), Vienne, 2003
- Uwe Harten, Anton Bruckner. Ein Handbuch. Residenz Verlag, Salzbourg, 1996.  (ISBN 3-7017-1030-9)
- Cornelis van Zwol, Anton Bruckner 1824-1896 – Leven en werken, uitg. Thot, Bussum, Pays-Bas, 2012.  (ISBN 978-90-6868-590-9)
- Felix Diergarten, Anton Bruckner. Das geistliche Werk, Salzbourg, 2023.  (ISBN 978-3-99014-248-6)